# Psychotria graminifolia
Psychotria graminifolia är en måreväxtart som beskrevs av Ignatz Urban. Psychotria graminifolia ingår i släktet Psychotria och familjen måreväxter. Inga underarter finns listade i Catalogue of Life.